# 南美杜布丘頭鯰
南美杜布丘頭鯰（學名：Dupouyichthys sapito）為輻鰭魚綱鯰形目蝌蚪鯰科的其中一種，為熱帶淡水魚類，分布於南美洲馬拉開波湖及馬格達萊納河流域，體長可達3公分，棲息在底層水域，生活習性不明。